# Sinophoneus
Sinophoneus (лат.) — вымерший род хищных дейноцефалов из «средней» перми Китая. Типовой вид — Sinophoneus yumenensis. Принадлежит к семейству Anteosauridae, известному также из Южной Африки и Приуралья. Особенно близок к роду титанофонеус (Titanophoneus) из чуть более поздних отложений Татарии.

## История открытия
Почти полный череп Sinophoneus был обнаружен в 1981 году в богатом пермском местонахождении Дашанькоу в западной Шэньси. Это первая находка дейноцефала в Восточной Азии. Род и вид описаны в 1996 году. Название рода переводится как «китайский убийца» и отражает родство с титанофонеусом.

## Описание

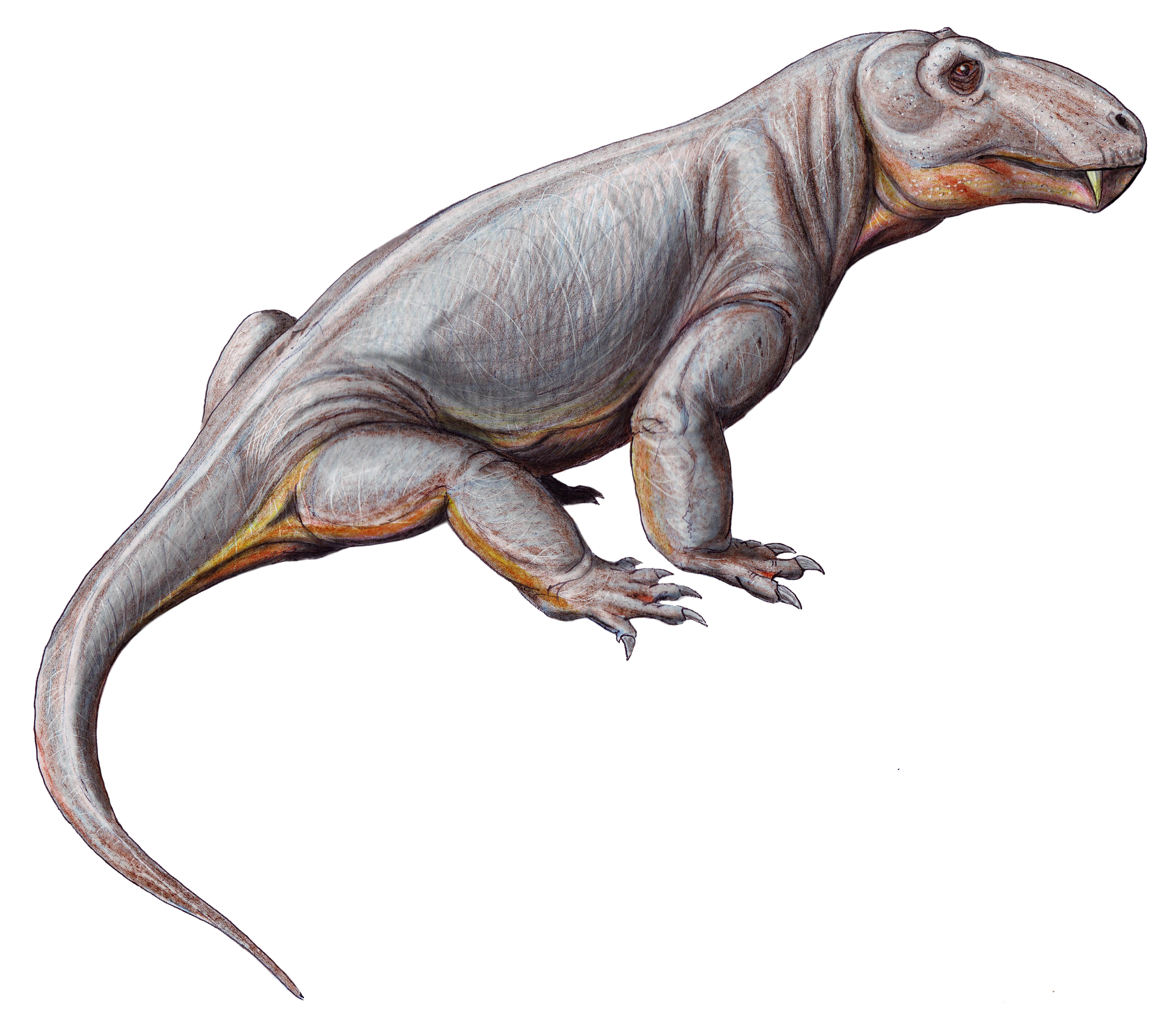
Sinophoneus

Длина черепа 35 см, затылочная часть относительно широкая. Ноздри небольшие, на кончике морды. Орбиты направлены вперёд и в стороны, овальные, относительно небольшие. Пахиостоз дорсального края орбиты слабый. Предлобная часть крыши черепа слабо пахиостозна, с гребнями, отделяющими дорсальную поверхность от боковых. Умеренно выражен срединный гребень в предлобно-теменной части крыши черепа. Теменное отверстие небольшое, расположено на возвышении, как обычно для антеозавров. Скуловая дуга высокая кзади. Хоаны длинные и глубокие, достигают передним краем уровня клыков. Очень массивные птеригоиды. Зубная формула верхней челюсти — 5 резцов, 1 клык, 8—9 заклыковых зубов. Клыки очень крупные, последний резец небольшой. Заклыковые зубы по размерам сравнимы с резцами, образуют один однородный ряд. Хищное животное, в рационе питания которого большое значение могла играть рыба и низшие тетраподы.

## Возраст
Слои Дашанькоу традиционно считались верхнеказанскими — нижнетатарскими по возрасту, аналогично фауне Ишеево в Татарстане. Недавние исследования показали, что китайская фауна может быть более древней, относящейся к уфимскому (роудскому) времени. В таком случае Sinophoneus является древнейшим из дейноцефалов, наряду с микросиодоном из фауны Голюшермы в Приуралье.